# Habrocidaris
Habrocidaris is een geslacht van zee-egels uit de familie Arbaciidae.

## Soorten
- Habrocidaris argentea A. Agassiz & H.L. Clark, 1908
- Habrocidaris scutata (A. Agassiz, 1880)